# Gran negro
Gran negro es una variedad de uva (Vitis vinifera) tinta española. También se la conoce como grau negro. Es originaria de Galicia. Según la Orden APA/1819/2007, por la que se actualiza el anexo V, clasificación de las variedades de vid, del Real Decreto 1472/2000, de 4 de agosto, por el que se regula el potencial de producción vitícola, gran negro se considera variedad autorizada para la comunidad autónoma de Galicia. Es una variedad muy escasa usada en la Denominación de Origen Monterrei. 